# Gran Premio de San Marino de Motociclismo de 2018
El Gran Premio de San Marino de Motociclismo de 2018 (oficialmente Gran Premio Octo di San Marino e della Riviera di Rimini) fue la decimotercera prueba del Campeonato del Mundo de Motociclismo de 2018. Tuvo lugar en el fin de semana del 7 al 9 de septiembre en el Misano World Circuit Marco Simoncelli que está ubicado en la comuna de Misano Adriatico, región de Emilia-Romaña, Italia.
La carrera de MotoGP fue ganada por Andrea Dovizioso, seguido de Marc Márquez y Cal Crutchlow. Francesco Bagnaia fue el ganador de la prueba de Moto2, por delante de Miguel Oliveira y Marcel Schrötter. La carrera de Moto3 fue ganada por Lorenzo Dalla Porta, Jorge Martín fue segundo y Fabio Di Giannantonio tercero.

## Resultados

### Resultados MotoGP
| Pos.    | N.º | Piloto             | Constructor | Vueltas | Tiempo    | Parrilla | Puntos |
| ------- | --- | ------------------ | ----------- | ------- | --------- | -------- | ------ |
| 1       | 4   | Andrea Dovizioso   | Ducati      | 27      | 42:05.426 | 4        | 25     |
| 2       | 93  | Marc Márquez       | Honda       | 27      | +2.822    | 5        | 20     |
| 3       | 35  | Cal Crutchlow      | Honda       | 27      | +7.269    | 6        | 16     |
| 4       | 42  | Álex Rins          | Suzuki      | 27      | +14.687   | 10       | 13     |
| 5       | 25  | Maverick Viñales   | Yamaha      | 27      | +16.016   | 3        | 11     |
| 6       | 26  | Dani Pedrosa       | Honda       | 27      | +17.408   | 11       | 10     |
| 7       | 46  | Valentino Rossi    | Yamaha      | 27      | +19.086   | 7        | 9      |
| 8       | 29  | Andrea Iannone     | Suzuki      | 27      | +21.804   | 13       | 8      |
| 9       | 19  | Álvaro Bautista    | Ducati      | 27      | +23.919   | 15       | 7      |
| 10      | 5   | Johann Zarco       | Yamaha      | 27      | +27.559   | 9        | 6      |
| 11      | 9   | Danilo Petrucci    | Ducati      | 27      | +30.698   | 8        | 5      |
| 12      | 21  | Franco Morbidelli  | Honda       | 27      | +32.941   | 12       | 4      |
| 13      | 30  | Takaaki Nakagami   | Honda       | 27      | +33.461   | 19       | 3      |
| 14      | 41  | Aleix Espargaró    | Aprilia     | 27      | +35.686   | 16       | 2      |
| 15      | 51  | Michele Pirro      | Ducati      | 27      | +35.812   | 14       | 1      |
| 16      | 38  | Bradley Smith      | KTM         | 27      | +46.500   | 17       |        |
| 17      | 99  | Jorge Lorenzo      | Ducati      | 27      | +46.614   | 1        |        |
| 18      | 43  | Jack Miller        | Ducati      | 27      | +50.593   | 2        |        |
| 19      | 55  | Hafizh Syahrin     | Yamaha      | 27      | +55.168   | 25       |        |
| 20      | 17  | Karel Abraham      | Ducati      | 27      | +1:02.255 | 24       |        |
| 21      | 45  | Scott Redding      | Aprilia     | 27      | +1:09.475 | 21       |        |
| 22      | 12  | Thomas Lüthi       | Honda       | 27      | +1:12.608 | 23       |        |
| 23      | 23  | Christophe Ponsson | Ducati      | 26      | +1 vuelta | 26       |        |
| Ret     | 6   | Stefan Bradl       | Honda       | 17      | Caída     | 18       |        |
| Ret     | 44  | Pol Espargaró      | KTM         | 17      | Retirado  | 20       |        |
| Ret     | 10  | Xavier Siméon      | Ducati      | 2       | Retirado  | 22       |        |
| 1.      |     |                    |             |         |           |          |        |
| Fuente: |     |                    |             |         |           |          |        |

### Resultados Moto2
| Pos.    | N.º | Piloto              | Constructor | Vueltas | Tiempo        | Parrilla | Puntos |
| ------- | --- | ------------------- | ----------- | ------- | ------------- | -------- | ------ |
| 1       | 42  | Francesco Bagnaia   | Kalex       | 25      | 41:02.106     | 1        | 25     |
| 2       | 44  | Miguel Oliveira     | KTM         | 25      | +3.108        | 9        | 20     |
| 3       | 23  | Marcel Schrötter    | Kalex       | 25      | +4.094        | 2        | 16     |
| 4       | 54  | Mattia Pasini       | Kalex       | 25      | +6.320        | 3        | 13     |
| 5       | 36  | Joan Mir            | Kalex       | 25      | +6.728        | 10       | 11     |
| 6       | 7   | Lorenzo Baldassarri | Kalex       | 25      | +9.470        | 13       | 10     |
| 7       | 20  | Fabio Quartararo    | Speed Up    | 25      | +12.068       | 4        | 9      |
| 8       | 41  | Brad Binder         | KTM         | 25      | +12.134       | 5        | 8      |
| 9       | 9   | Jorge Navarro       | Kalex       | 25      | +17.425       | 6        | 7      |
| 10      | 97  | Xavi Vierge         | Kalex       | 25      | +21.986       | 11       | 6      |
| 11      | 24  | Simone Corsi        | Kalex       | 25      | +24.701       | 21       | 5      |
| 12      | 87  | Remy Gardner        | Tech 3      | 25      | +25.582       | 19       | 4      |
| 13      | 77  | Dominique Aegerter  | KTM         | 25      | +25.760       | 14       | 3      |
| 14      | 5   | Andrea Locatelli    | Kalex       | 25      | +26.718       | 20       | 2      |
| 15      | 2   | Jesko Raffin        | Kalex       | 25      | +31.168       | 17       | 1      |
| 16      | 16  | Joe Roberts         | NTS         | 25      | +38.707       | 26       |        |
| 17      | 4   | Steven Odendaal     | NTS         | 25      | +39.432       | 25       |        |
| 18      | 73  | Álex Márquez        | Kalex       | 25      | +39.551       | 8        |        |
| 19      | 27  | Iker Lecuona        | KTM         | 25      | +40.436       | 18       |        |
| 20      | 64  | Bo Bendsneyder      | Tech 3      | 25      | +41.814       | 23       |        |
| 21      | 66  | Niki Tuuli          | Kalex       | 25      | +48.043       | 28       |        |
| 22      | 89  | Khairul Idham Pawi  | Kalex       | 25      | +53.390       | 27       |        |
| 23      | 95  | Jules Danilo        | Kalex       | 25      | +1:05.605     | 29       |        |
| 24      | 21  | Federico Fuligni    | Kalex       | 25      | +1:16.602     | 30       |        |
| 25      | 18  | Xavier Cardelús     | Kalex       | 25      | +1:31.250     | 33       |        |
| Ret     | 40  | Augusto Fernández   | Kalex       | 21      | Retirado      | 12       |        |
| Ret     | 62  | Stefano Manzi       | Suter       | 18      | Caída         | 24       |        |
| Ret     | 45  | Tetsuta Nagashima   | Kalex       | 15      | Caída         | 16       |        |
| Ret     | 12  | Sheridan Morais     | Kalex       | 13      | Retirado      | 32       |        |
| Ret     | 22  | Sam Lowes           | KTM         | 11      | Caída         | 15       |        |
| Ret     | 10  | Luca Marini         | Kalex       | 9       | Retirado      | 7        |        |
| Ret     | 52  | Danny Kent          | Speed Up    | 1       | Caída         | 31       |        |
| DSQ     | 13  | Romano Fenati       | Kalex       | 18      | Descalificado | 22       |        |
| DNS     | 32  | Isaac Viñales       | Suter       |         | No corrió     |          |        |
| 1.      |     |                     |             |         |               |          |        |
| Fuente: |     |                     |             |         |               |          |        |

### Resultados Moto3
| Pos.    | N.º | Piloto                 | Constructor | Vueltas | Tiempo    | Parrilla | Puntos |
| ------- | --- | ---------------------- | ----------- | ------- | --------- | -------- | ------ |
| 1       | 48  | Lorenzo Dalla Porta    | Honda       | 23      | 39:38.684 | 8        | 25     |
| 2       | 88  | Jorge Martín           | Honda       | 23      | +0.058    | 1        | 20     |
| 3       | 21  | Fabio Di Giannantonio  | Honda       | 23      | +0.122    | 4        | 16     |
| 4       | 19  | Gabriel Rodrigo        | KTM         | 23      | +0.822    | 2        | 13     |
| 5       | 84  | Jakub Kornfeil         | KTM         | 23      | +6.553    | 9        | 11     |
| 6       | 75  | Albert Arenas          | KTM         | 23      | +6.859    | 13       | 10     |
| 7       | 10  | Dennis Foggia          | KTM         | 23      | +7.315    | 20       | 9      |
| 8       | 40  | Darryn Binder          | KTM         | 23      | +7.380    | 23       | 8      |
| 9       | 16  | Andrea Migno           | KTM         | 23      | +8.608    | 19       | 7      |
| 10      | 23  | Niccolò Antonelli      | Honda       | 23      | +8.853    | 15       | 6      |
| 11      | 14  | Tony Arbolino          | Honda       | 23      | +10.408   | 12       | 5      |
| 12      | 7   | Adam Norrodin          | Honda       | 23      | +10.783   | 14       | 4      |
| 13      | 27  | Kaito Toba             | Honda       | 23      | +27.817   | 17       | 3      |
| 14      | 77  | Vicente Pérez          | KTM         | 23      | +27.897   | 26       | 2      |
| 15      | 22  | Kazuki Masaki          | KTM         | 23      | +28.062   | 22       | 1      |
| 16      | 42  | Marcos Ramírez         | KTM         | 23      | +47.155   | 21       |        |
| 17      | 81  | Stefano Nepa           | KTM         | 23      | +34.385   | 28       |        |
| 18      | 41  | Nakarin Atiratphuvapat | Honda       | 23      | +47.510   | 25       |        |
| 19      | 55  | Yari Montella          | Honda       | 23      | +47.577   | 27       |        |
| 20      | 3   | Kevin Zannoni          | TM Racing   | 22      | +1 vuelta | 18       |        |
| Ret     | 12  | Marco Bezzecchi        | KTM         | 21      | Caída     | 6        |        |
| Ret     | 24  | Tatsuki Suzuki         | Honda       | 19      | Caída     | 16       |        |
| Ret     | 17  | John McPhee            | KTM         | 11      | Retirado  | 24       |        |
| Ret     | 5   | Jaume Masiá            | KTM         | 1       | Caída     | 11       |        |
| Ret     | 44  | Arón Canet             | Honda       | 1       | Caída     | 3        |        |
| Ret     | 71  | Ayumu Sasaki           | Honda       | 1       | Caída     | 10       |        |
| Ret     | 33  | Enea Bastianini        | Honda       | 1       | Caída     | 5        |        |
| Ret     | 8   | Nicolò Bulega          | KTM         | 1       | Caída     | 7        |        |
| Ret     | 72  | Alonso López           | Honda       | 1       | Caída     | 29       |        |
| DNS     | 65  | Philipp Öttl           | KTM         |         | No corrió |          |        |
| 1.      |     |                        |             |         |           |          |        |
| Fuente: |     |                        |             |         |           |          |        |